# Culex nigropunctatus
Culex nigropunctatus är en tvåvingeart som beskrevs av Edwards 1926. Culex nigropunctatus ingår i släktet Culex och familjen stickmyggor. Inga underarter finns listade i Catalogue of Life.